# Гончаров, Макар
Макар Гончаров (яп. マカール・ゴンチャロフ, англ. Makar Goncharoff, годы жизни неизвестны）— белоэмигрант, кондитер, основатель кондитерской акционерной компании Confectionery Goncharoff. Считается, что именно он был первым человеком в Японии, который сделал конфеты с ликёром «Виски Бонбон».

## Биография
Многое остаётся неясным в жизни Гончарова. Некоторые говорят, что он был кондитером Романовых, другие — что он изучал производство шоколадных кондитерских изделий во Владивостоке.
Гончаров эмигрировал в Японию во время русской революции. Пётр Подалко считает, что он начал производство и продажу шоколадных кондитерских изделий в Сеуле в 1923 году, а в 1926 году переехал в Кобе и продолжил там свой бизнес. С другой стороны, согласно сайту Confectionery Goncharoff и сведениям Нобуэ Моримото, в 1923 году он начал производство и продажу шоколада в районе Китано-тё города Кобе. Подалко пишет, что Гончаров в Кобе нанял китайца, с которым познакомился, когда жил в Сеуле, и управлял магазином скорее как «менеджер, а не производитель».
Гончаров одно время сотрудничал с Фёдором Морозовым, который тоже был белоэмигрантом и жил в Кобе, где в 1926 году открыл западную кондитерскую Confectionery F. Morozoff. Гончаров получал кредиты от Морозова, поставлял ему кондитерскую продукцию.
В 1932 году вместе с японцем Мито Иносукэ он основал товарищество с ограниченной ответственностью M. Goncharoff (позднее оно было преобразовано в кондитерскую акционерную компанию Confectionery Goncharoff. Однако два года спустя, в 1934 году он передал свой бизнес Мито и уехал из Японии. По сведениям Валентина Фёдоровича Морозова — Макар Гончаров отправился в Шанхай, но согласно материалам, которые кондитерская компания Confectionery Goncharoff предоставила Петру Подалко, он эмигрировал в Австралию После этого сведения о нём отсутствуют.